# Anacroneuria talamanca
Anacroneuria talamanca är en bäcksländeart som beskrevs av Bill P.Stark 1998. Anacroneuria talamanca ingår i släktet Anacroneuria och familjen jättebäcksländor. Inga underarter finns listade i Catalogue of Life.